# Peanut (veverka)
Peanut (cca  2017 – 1. listopadu 2024) nebo také P'Nut (česky Burák) byla domácí veverka šedá východní, známá z populárního účtu na Instagramu. V roce 2017 byla nalezena a zachráněna, 30. října 2024 zabavena v domě majitelů pracovníky Ministerstva ochrany životního prostředí státu New York a o dva dny později usmrcena. Její smrt vyvolala pobouření na sociálních sítích, rozsáhlou reakci veřejnosti, odsouzení ze strany různých zákonodárců a návrh zákona, jehož cílem je zabránit v budoucnu podobným incidentům.

## Život
Veverku Peanut v roce 2017 našel Mark Longo poté, co její matku zabilo auto. Neúspěšně pro ni hledal úkryt, dalších osm měsíců ji krmil z láhve a poté se rozhodl vrátit ji do volné přírody. Vypustil ji na svůj dvorek, ale následující dny ji našel na verandě zraněnou s chybějící polovinou ocasu. „A tak trochu jsem pootevřel dveře, on vběhl dovnitř a to byla jeho poslední kariéra v divoké přírodě,“ řekl Mark.
Ve státě New York je nezákonné chovat veverky jako domácí mazlíčky. Za sedm let, které veverka strávila v Longově domě v jeho rodném městě Norwalk v Connecticutu nebyla získána licence k jejímu legálnímu chovu, ale v době zabavení byla v procesu žádost o certifikaci.